# Peter Matthews
Peter Matthews (13 novembre 1989) è un velocista giamaicano.

## Palmarès
| Anno | Manifestazione          | Sede           | Evento      | Risultato  | Prestazione | Note |
| ---- | ----------------------- | -------------- | ----------- | ---------- | ----------- | ---- |
| 2011 | Universiadi             | Shenzhen       | 400 m piani | Argento    | 45"62       |      |
| 2011 | Universiadi             | Shenzhen       | 4×100 m     | Batteria   | dq          |      |
| 2015 | Mondiali                | Pechino        | 400 m piani | Semifinale | 45"42       |      |
| 2015 | Mondiali                | Pechino        | 4×400 m     | 4º         | 2'58"51     |      |
| 2016 | Giochi olimpici         | Rio de Janeiro | 4×400 m     | Argento    | 2'58"16     |      |
| 2017 | World Relays            | Nassau         | 4×400 m     | Bronzo     | 3'02"86     |      |
| 2017 | Mondiali                | Londra         | 4×400 m     | Batteria   | 3'01"98     |      |
| 2018 | Giochi del Commonwealth | Gold Coast     | 4×400 m     | Bronzo     | 3'01"97     |      |